# Eriopezia
Eriopezia (Sacc.) Rehm – rodzaj grzybów z rodziny Arachnopezizaceae.

## Systematyka i nazewnictwo
Pozycja w klasyfikacji według Index Fungorum: Arachnopezizaceae, Helotiales, Leotiomycetidae, Leotiomycetes, Pezizomycotina, Ascomycota, Fungi.
Synonimy: Tapesia subgen. Eriopezia Sacc., Tapesiella Velen.
Według Index Fungorum wyróżniany w niektórych klasyfikacjach rodzaj Ereiopeziza to ortograficzny synonim rodzaju Eriopezia.

## Charakterystyka
Subikulum białe, obfite. Owocniki typu apotecjum (miseczka), siedzące lub krótkotrzonowe, oliwkowe lub ciemniejsze. Zewnętrzna warstwa ekscypulum zbudowana z jednej lub kilku warstw ciemnych, brązowych, wielokątnych elementów. Włoski przeważnie na brzegu, krótkie, szkliste. Worki 8-zarodnikowe, drobne, maczugowate, wyrastające z pastorałek, z wierzchołkiem zmieniającym barwę na niebiesko w jodzie. Askospory szkliste, półwrzecionowate, drobne, bez przegrody. Parafizy szkliste, rozgałęzione lub proste, raczej szerokie, nitkowate. Grzyby saprotroficzne.

## Gatunki występujące w Polsce
- Eriopezia caesia (Pers.) Rehm 1892

Nazwy naukowe na podstawie Index Fungorum. Wykaz gatunków polskich według A. Chmiel>.